# Ephrahim Jerry
Ephrahim E. Jerry (Geldrop, 27 mei 1996) is een Nederlandse arts en handballer.
Jerry maakte op 21 december 2016 zijn debuut in het Nederlandse handbalteam tegen Zuid-Korea.

## Privé
De jongere broer van Ephrahim Jerry, Odirin Jerry, is ook een handballer op hoog niveau. Daarnaast heeft Ephrahim Jerry nog 3 zusjes en 1 broertje.
1 Bart Ravensbergen ·
3 Samir Benghanem ·
7 Toon Leenders ·
9 Niels Versteijnen ·
11 Iso Sluijters ·
12 Luc Steins ·
14 Bobby Schagen ·
17 Ivo Steins ·
19 Robin Schoenaker ·
21 Kay Smits ·
22 Jasper Adams ·
24 Jeffrey Boomhouwer ·
25 Ephrahim Jerry ·
31 Gerrie Eijlers ·
77 Dani Baijens ·
85 Tim Remer ·
Coach:  Erlingur Richardsson
4. Niels Vansloot ·
5. Seppe Vandenboer ·
7.  Tommie Falke ·
10.  Ephrahim Jerry ·
11.  Vlatko Tasevski ·
12.  Thijs van Leeuwen ·
14.  Marco Vernooy ·
15.  Bart Köhlen ·
21. Louis Vandebeeck ·
22. Daan Versleeuwen ·
24.  Dylan Vossen ·
24.  Eligio Pepels ·
27.  Robin Schoenaker ·
31. Tom Lukkesen ·
35. Youri Denert ·
44. Robbe Spooren ·
49. Door Vandebeeck ·
55. Marko Pedic ·
Coach: Bjorn Timmermans
4. Jarne Arts ·
2. Seppe Vandenboer ·
3. Benjamin Bongaerts ·
4. Niels Vansloot ·
5. Ricardo Silva ·
7.  Tommie Falke ·
8. Lode Vanmierlo ·
9. Door Vandebeeck ·
10.  Ephrahim Jerry ·
11. Vlatko Tasevski ·
12.  Thijs van Leeuwen ·
13.  Kamil Kirsz ·
14.  Marco Vernooy ·
15.  Bart Köhlen ·
16. Nick Deekens ·
17.  Daan Versleeuwen ·
21. Louis Vandebeeck ·
22. Kenzo van Vlierden ·
27.  Robin Schoenaker ·
31. Tom Lukkesen ·
34.  Peter Schoenaker ·
35. Youri Denert ·
44. Robbe Spooren ·
Coach:  Joël Abat ( Martin Vlijm)
· Assistent-coach: Bjorn Timmermans
4. Niels van Sloot ·
5.  Mats Pastoor ·
7.  Daan Versleeuwen ·
10.  Ephrahim Jerry ·
11. Vlatko Tasevski ·
12.  Thijs van Leeuwen ·
14.  Marco Vernooy ·
17.  Kim Schroeder ·
19. Philippe Cnyrim ·
21. Louis Vandebeeck ·
23. Sebastian Follon ·
24.  Andreas Kittel ·
25.  Adam Barnyak ·
27.  Robin Schoenaker ·
31. Tom Lukkesen ·
34. David Denert ·
43. David Polfliet ·
Coach:  Martin Vlijm
4. Niels van Sloot ·
5.  Mats Pastoor ·
6. Toon Habraken ·
7.  Daan Versleeuwen ·
10.  Ephrahim Jerry ·
11. Vlatko Tasevski ·
12.  Thijs van Leeuwen ·
14.  Marco Vernooy ·
17.  Kim Schroeder ·
19. Philippe Cnyrim ·
21. Louis Vandebeeck ·
22. Kenzo van Vlierden ·
23. Sebastian Follon ·
24.  Tobias Marx ·
31. Tom Lukkesen ·
34. David Denert ·
43. David Polfliet ·
Coach: Pascal Grossi
6. Rob Schmeits ·
7.  Luka Groff ·
8. Evert Kooijman ·
9. Thomas Dekker ·
10. Ephrahim Jerry ·
12. Thijs van Leeuwen ·
14. Serge Heijnen ·
15. Lino Janssen ·
18. Ivo Steins ·
19. Joris Baart ·
23. Luuk Hoiting ·
24. Ivar Stavast ·
25. Eligio Pepels ·
27. Alec Smit ·
28. Tim Krijntjes ·
32.  João Jacob Ramos ·
Coach: Mark Schmetz
· Assistent-coach: Lambert Schuurs
1. Freek Janssen ·
2. Tim Mullens ·
3. Ephrahim Jerry ·
4. Marco Vernooy ·
5. Mats Pastoor ·
6. Rob Schmeits ·
8. Evert Kooijman ·
9. Thomas Dekker ·
10. Kay Smits ·
11. Niels Poot ·
12. Thijs van Leeuwen ·
13. Pim van Starrenburg ·
14. Serge Heijnen ·
15. Lino Janssen ·
16. Jordi Govaarts ·
17. Jeroen Roefs ·
18. Ivo Steins ·
19. Joris Baart ·
21. Roel Adams ·
22. Luc Steins ·
23. Luuk Hoiting ·
24. Dylan Vossen ·
28. Tim Krijntjes ·
29. Ivar Stavast ·
32.  João Jacob Ramos ·
34. Bijan Houben ·
Coach: Monique Tijsterman
· Assistent-coach: Lambert Schuurs